# 原英商德記洋行
23°00′12″N 120°09′37″E / 23.003469°N 120.160244°E
原英商德記洋行位於臺灣臺南市安平區，是中華民國直轄市定古蹟。該建築是英商德記洋行在安平開港後於臺南安平所設立的據點，為當時的五洋行之一。現為臺南安平知名景點之一。

## 沿革

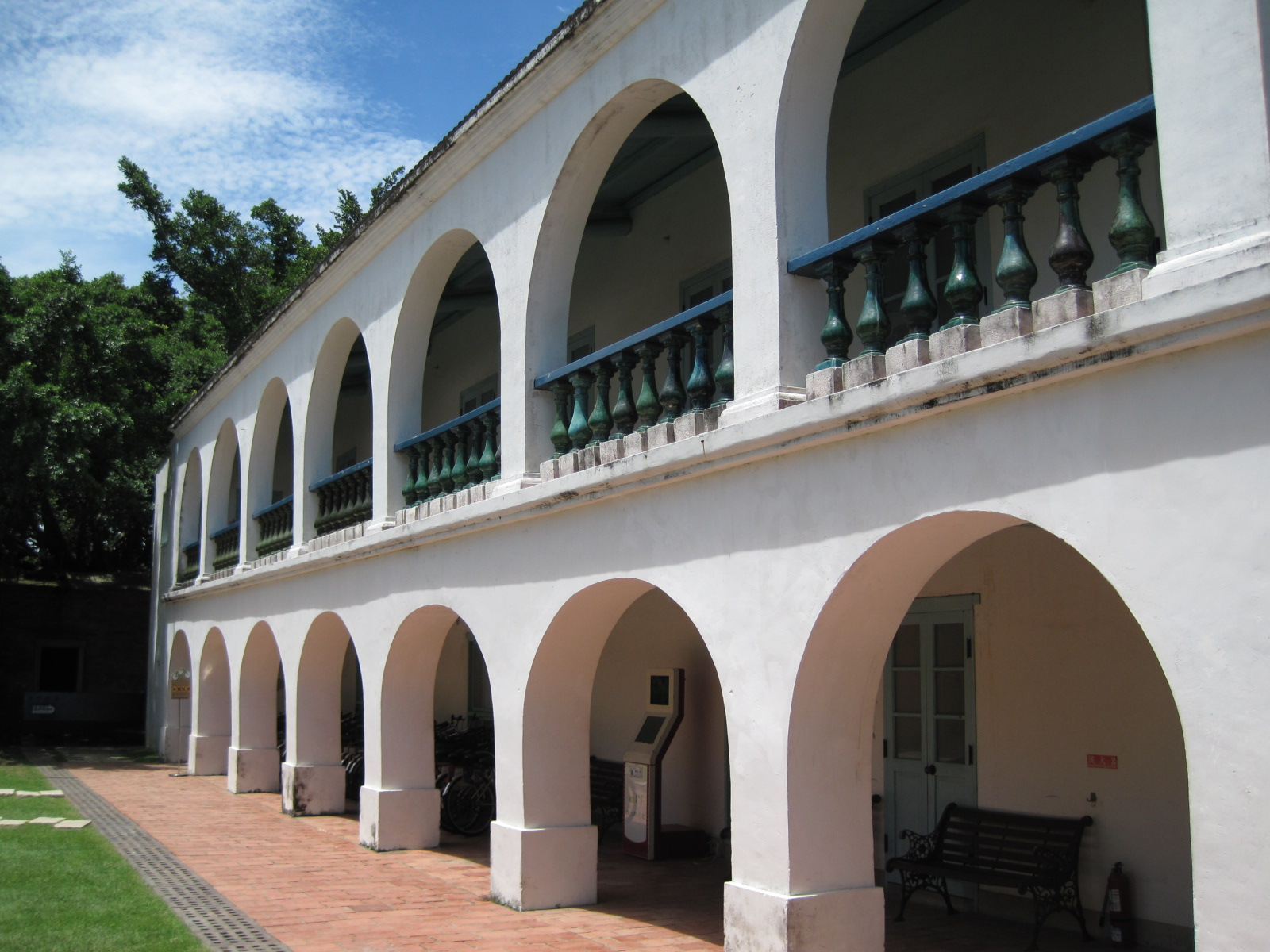
德記洋行的側面

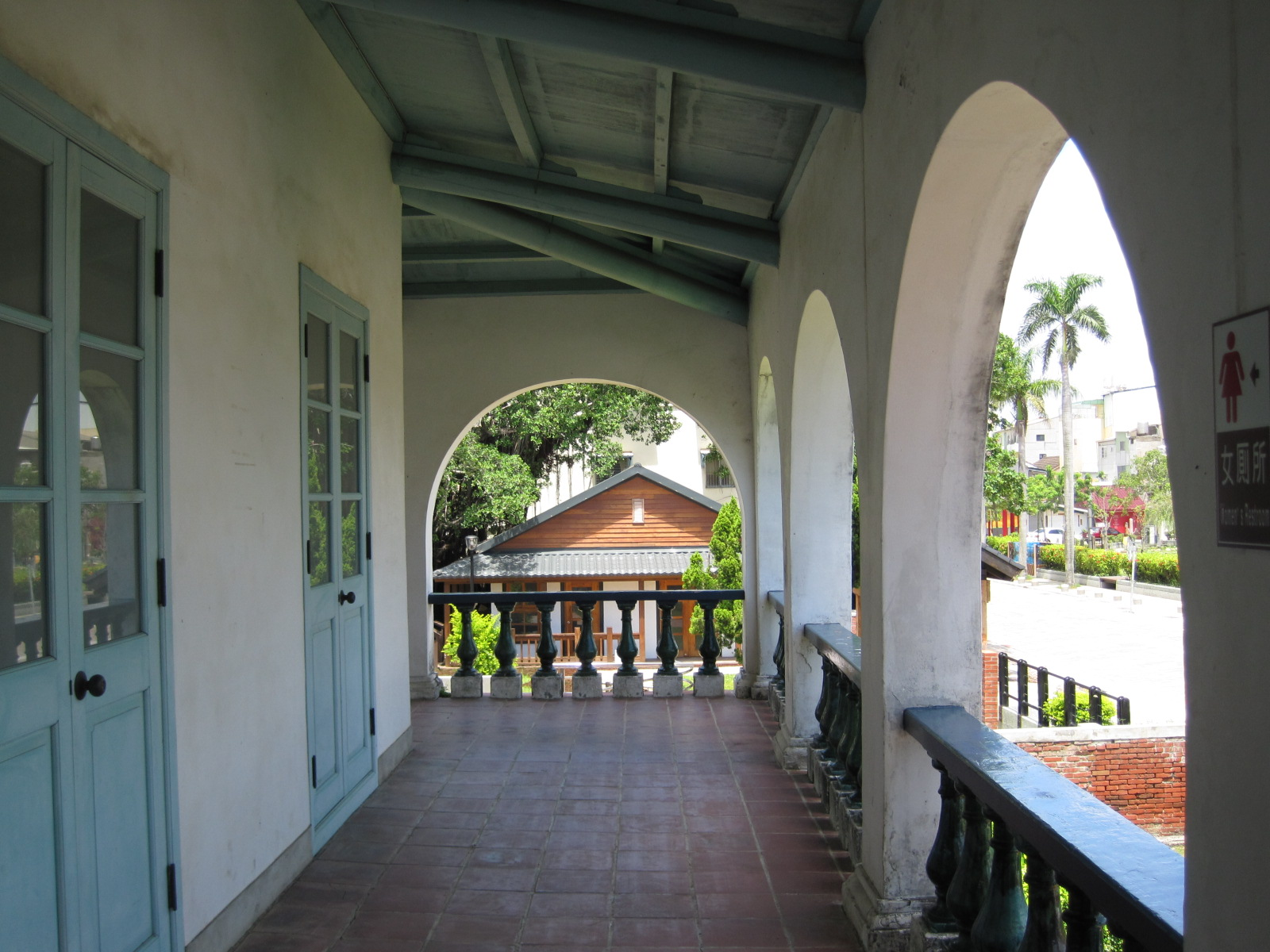
德記洋行二樓拱廊

清咸豐八年（1858年），清朝與英國簽訂天津條約，開安平及淡水為通商口岸。安平正式開港後，同治六年（1867年）五月，原在中國廈門的德記洋行派代表馬遜（J.C. Masson）與布爾士（R.H. Bruce）來台發展，並向臺灣道租借英國駐安平領事館（今臺南市安平區西門國民小學）北側海灘地興建洋房倉庫，同時在台北也設有據點；其主要業務是出口茶葉，亦有經營糖及樟腦等事業。
臺灣進入日治時期後，由於日本實行專賣制度，將樟腦、鴉片收回專賣，糖業也漸由日商把持，再加上安平港的逐漸淤積，終讓安平五洋行紛紛結束營業；其中德記洋行於明治四十四年（1911年）結束安平據點業務，同年英國也裁撤了駐安平的領事館；隔年，原本德記洋行的建築改為大日本鹽業營業所。
二次大戰後，該建築又成為臺南鹽場的辦公處，後來也曾作為鹽場宿舍。民國六十八年（1979年）被臺南市政府收回整修，在奇美實業贊助下，於兩年後改成「臺灣開拓史料蠟像館」，並對大眾開放。

## 建築特色
該建築座北朝南，兩層樓高，主樓梯位於正面中央。一樓原為行員宿舍，以一條走道貫穿其中，兩旁各有三間房間，而二樓的內部空間亦與一樓相似。東、西、南三面都有拱廊，而二樓的拱廊又加了綠釉瓶飾欄杆。屋頂則為桁架系統，上鋪瓦片，分成兩個屋頂。

## 展覽
德記洋行現在是作為蠟像館使用，不過原本只有使用二樓部分展出以臺灣開拓史為題材的蠟像，即是「臺灣開拓史料蠟像館」。但民國九十五年（2006年）因荷蘭貿易暨投資辦事處將在2005年巡迴的「台灣追鄉曲－17世紀荷治時期台灣日常生活教育展」之展品捐給臺南市政府，臺南市政府便打算將這些展品放在德記洋行一樓展出，之後在該年11月19日舉行位於一樓的「大員先民生活文化館」的開幕儀式，展出與荷治時期安平生活有關的事物。

## 其他
- 安平樹屋：原為德記洋行的倉庫，因長久荒廢而與樹木共生。於2004年經整理後成為安平景點之一。
- 德記洋行：安平據點結束營業後，德記仍繼續在台北總部營業，戰後轉型為股份有限公司，並陸續有本土資金進駐。
- 安平五洋行
- 書法家朱玖瑩故居位於德記洋行旁[4]

### 引用
1. ↑  安平樹屋暨原德記洋行-臺南市政府文化局古蹟營運科. . 2023-04-01  [2023-04-22]. （原始内容存档于2023-06-04）.
2. ↑  .   [2012-05-11]. （原始内容存档于2020-02-16）.
3. ↑  臺南市政府新聞稿——大員先民生活文化館開幕
4. ↑  . culture.tainan.gov.tw.   [2018-12-08]. （原始内容存档于2018-12-09）.

## 外部連結
- 文化部文化資產局——原英商德記洋行 （页面存档备份，存于）